# Albertson Van Zo Post
Albertson Van Zo Post, né le 28 juillet 1866 à Cincinnati et mort le 23 janvier 1933 à New York, est un escrimeur américain, sacré deux fois champion olympique.

## Biographie
Albertson Van Zo Post est l'un des rares escrimeurs à avoir été champion olympique d'escrime dans les trois armes, avec les français Roger Ducret (or au fleuret, argent à l'épée et au sabre en 1924) Lucien Gaudin (or au fleuret et à l'épée en 1928, argent au sabre en équipe en 1920) et Georges Trombert (argent au fleuret en équipe et au sabre en équipe, bronze à l'épée en équipe, en 1920).[réf. nécessaire] Il est également le seul champion olympique américain en escrime individuelle jusqu'en 2016, lorsque Mariel Zagunis remporte l'or,.
Aux Jeux olympiques d'été de 1904 à Saint-Louis, il participait aux cinq compétitions et obtenait à chaque fois une médaille. Au fleuret individuel et par équipe, il devenait champion olympique. Il remportait l'argent avec le singlestick individuel qui n'était qu'une épreuve de démonstration et pour l'unique fois au programme des Jeux en 1904. Avec l'épée et le sabre, il se classait à la troisième place.
Albertson Van Zo Post est souvent (dans les documents du CIO) désigné comme un athlète cubain.

## Palmarès
- Jeux olympiques d'été
  -  Médaille d'or en individuel (singlestick) aux Jeux olympiques de 1904 à Saint-Louis[3]
  -  Médaille d'or par équipes (fleuret) aux Jeux olympiques de 1904 à Saint-Louis[3]
  -  Médaille d'argent en individuel (fleuret) aux Jeux olympiques de 1904 à Saint-Louis[4]
  -  Médaille de bronze en individuel (épée) aux Jeux olympiques de 1904 à Saint-Louis[4]
  -  Médaille de bronze en individuel (sabre) aux Jeux olympiques de 1904 à Saint-Louis[4]